# Hishimonoides recurvatis
Hishimonoides recurvatis är en insektsart som beskrevs av Li 1988. Hishimonoides recurvatis ingår i släktet Hishimonoides och familjen dvärgstritar. Inga underarter finns listade i Catalogue of Life.